# Seis grados de Kevin Bacon

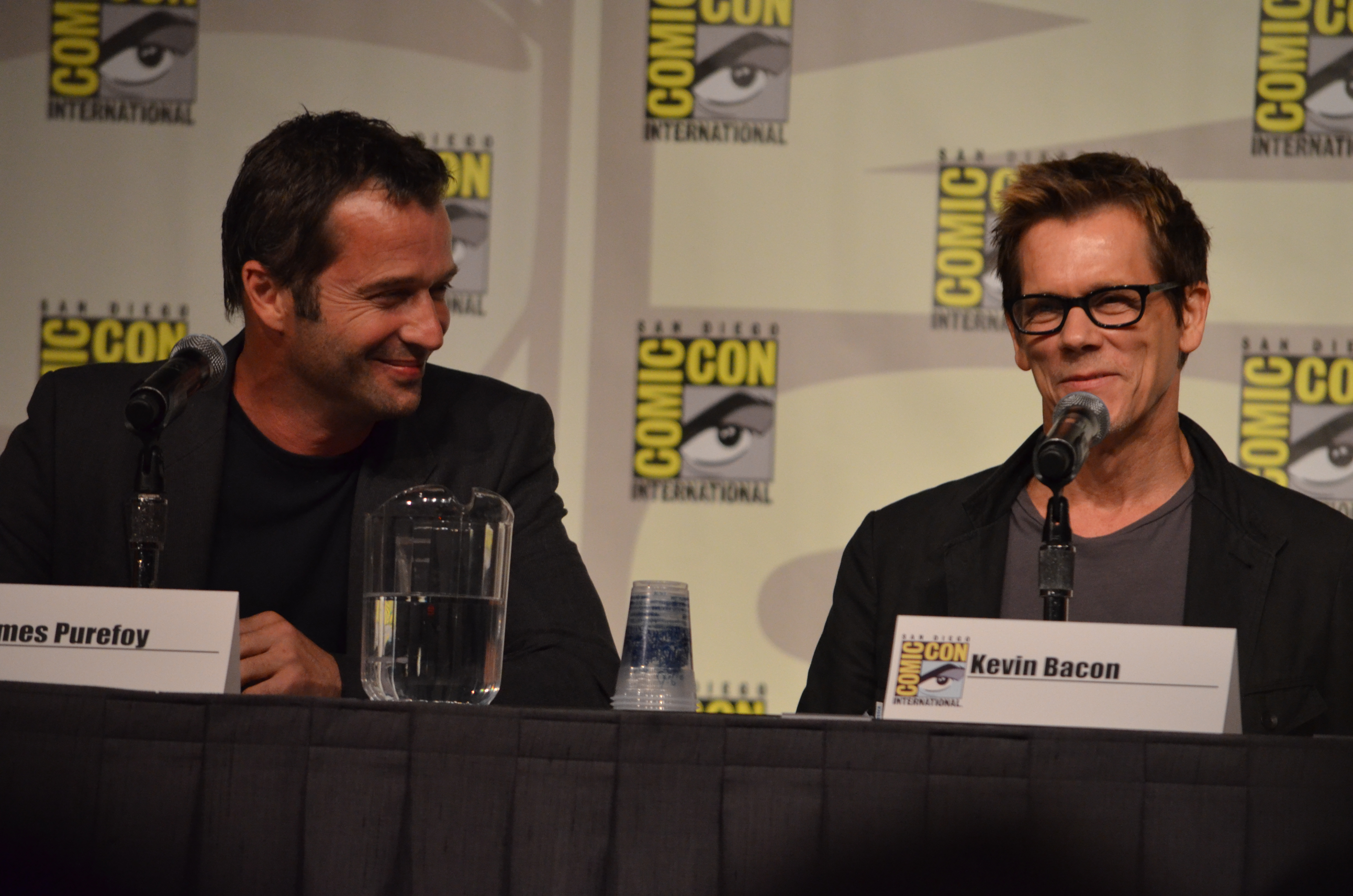
Kevin Bacon (derecha) con James Purefoy, quien tiene un número de Bacon de 2, ya que protagonizó Women Talking Dirty con Helena Bonham Carter y esta protagonizó Novocaine con Bacon.

Seis grados de Kevin Bacon o la Ley de Bacon es un juego de salón en el que los jugadores se retan unos a otros a elegir arbitrariamente a un actor y luego conectarlo con otro a través de una película en la que ambos hayan aparecido juntos. Luego, repiten el proceso para intentar encontrar el camino más corto que conduzca finalmente al prolífico actor estadounidense Kevin Bacon. El juego parte de la suposición de que cualquier persona implicada en la industria cinematográfica de Hollywood puede relacionarse con Bacon mediante sus papeles en el cine en tan solo seis pasos. El nombre del juego es una referencia al concepto de seis grados de separación, que postula que dos personas cualesquiera en el mundo están separadas por seis o menos vínculos de personas conocidas.
En el 2007, Bacon fundó una organización benéfica llamada SixDegrees.org. Además, en el 2020, lanzó un pódcast llamado The Last Degree of Kevin Bacon (en español: El último grado de Kevin Bacon).

## Historia
En una entrevista en enero de 1994 con la revista Premiere, mientras hablaba acerca de la película Río salvaje, Kevin Bacon mencionó que había "trabajado con todo el mundo en Hollywood o con alguien que había trabajado con ellos". Luego de esta entrevista, apareció un hilo largo de discusión en un grupo de noticias que llevaba por título "Kevin Bacon es el centro del universo". Además, en 1994, tres estudiantes de la universidad de artes liberales Albright College—Craig Fass, Brian Turtle y Mike Ginelli—inventaron el juego que llegó a conocerse como "Seis grados de Kevin Bacon" después de ver en televisión dos películas, una detrás de otra, en las que aparecía Bacon: Footloose y The Air Up There. Mientras veían esta última, comenzaron a especular acerca de la cantidad de películas en las que había participado Bacon y el número de personas con quienes había trabajado.
Los estudiantes escribieron una carta al presentador de programas de entrevistas Jon Stewart, en la que decían que "Kevin Bacon era el centro del universo del entretenimiento" y le explicaban el juego. Fueron invitados a los programas The Jon Stewart Show y The Howard Stern Show con Bacon para explicar el juego. El mismo Bacon admitió que al principio no le había gustado el juego porque creía que se burlaba de él, pero que luego acabó gustándole. Los tres inventores publicaron un libro, Six Degrees of Kevin Bacon, con un prólogo escrito por Bacon. La compañía Endless Games lanzó un juego de mesa basado en este concepto.

## Número de Bacon

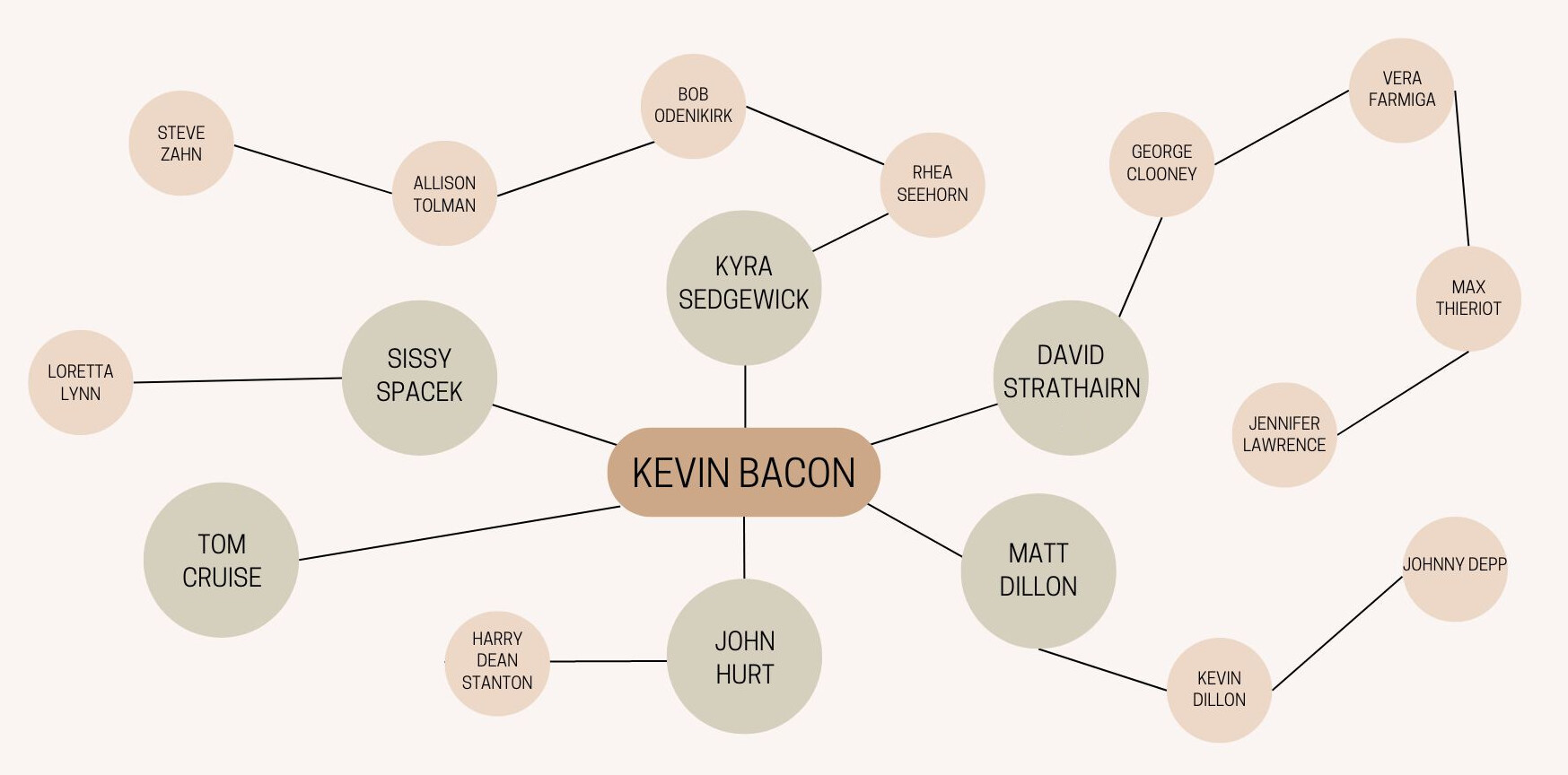
Un mapa de los seis grados de Kevin Bacon. Los círculos verdes, tales como Kyra Sedgwick, representan un número de Bacon de 1.

El número de Bacon de un actor o una actriz es el número de grados de separación entre ellos y Kevin Bacon, según lo define el juego. Esta es una aplicación del concepto del número de Erdős a la industria cinematográfica de Hollywood. Mientras más alto sea el número de Bacon, mayor será la separación entre Kevin Bacon y el actor o la actriz.
El cálculo de un número de Bacon para un actor o una actriz X es un algoritmo del "camino más corto" aplicado a la red del co-estrellato:
- El mismo Kevin Bacon tiene un número de Bacon de 0.
- Los actores o las actrices que han trabajado directamente con Kevin Bacon tienen un número de Bacon de 1.
- Si el número de Bacon más bajo de cualquier actor o actriz con quien X ha protagonizado una película es N, entonces el número de Bacon de X es N+1.

### Ejemplos
- Elvis Presley protagonizó Change of Habit (1969) con Ed Asner. Ed Asner actuó en JFK (1991) con Kevin Bacon. Por lo tanto, Asner tiene un número de Bacon de 1 y Presley (que nunca actuó en ninguna película con Bacon) tiene un número de Bacon de 2.[12]

- Ian McKellen protagonizó X-Men: días del futuro pasado (2014) con Michael Fassbender y James McAvoy. McAvoy y Fassbender protagonizaron X-Men: primera generación (2011) con Kevin Bacon. Por consiguiente, McAvoy y Fassbender tienen números de Bacon de 1 y McKellen tiene un número de Bacon de 2.[13]

Debido a que algunas personas tienen tanto un número finito de Bacon y un número finito de Erdős gracias a sus actuaciones y publicaciones, hay un grupo muy reducido de personas que tienen un número finito Erdős–Bacon, que se define como la suma de los números Erdős y Bacon, por separado, de una persona.

## En la cultura popular

### Libro de fotografías
El fotógrafo británico Andy Gotts se inspiró en el juego e intentó conectar con Kevin Bacon a través de vínculos fotográficos en vez de cinematográficos.
Gotts les escribió a 300 actores y actrices para pedirles si podía tomar sus fotografías y solo recibió permiso de Joss Ackland. Ackland le sugirió entonces a Gotts que fotografiara a Greta Scacchi, con quien había actuado en la película Pasión Incontrolable. Gotts partió de allí y le pidió a cada estrella que le refiriera a uno o más amigos o colegas. Por fin, Christian Slater le refirió a Bacon. Con la fotografía que le tomó a Bacon, Gotts pudo completar el proyecto ocho años después de haberlo comenzado. En el 2007, Gotts publicó las fotografías en un libro que lleva por título Degrees° con texto de Alan Bates, Pierce Brosnan y el mismo Bacon.

### Televisión
En 1995, el canal de televisión Cartoon Network hizo referencia a este concepto en un anuncio comercial en el que Vilma (de Scooby-Doo) era la figura principal del Universo Cartoon Network. El anuncio menciona conexiones tan arbitrarias como actuaciones falsas, la acción de compartir vestuario o el parecido físico.
El concepto también se presentó en un episodio de la serie de televisión Loco por ti con fecha del 19 de noviembre de 1996, en el que un personaje expresaba la opinión de que todo actor está a tan sólo tres grados de separación de Kevin Bacon. 
En el 2002, Bacon apareció en un anuncio comercial de la tarjeta de cheques Visa que hacía referencia al juego. En el anuncio, Bacon quiere extender un cheque para comprar un libro, pero el empleado le pide su tarjeta de identificación y aquel no la tiene. Así que se va y luego regresa con un grupo de personas y le dice al empleado:

Okay, I was in a movie with an extra, Eunice, whose hairdresser, Wayne, attended Sunday school with Father O'Neill, who plays racquetball with Dr. Sanjay, who recently removed the appendix of Kim, who dumped you sophomore year. So you see, we're practically brothers
Okey, salí en una película con una extra, Eunice, cuyo peluquero, Wayne, asistió a la escuela dominical con el Padre O'Neill, que juega frontenis con el Dr. Sanjay, que hace poco le extirpó el apéndice a Kim, que te dejó en segundo año del colegio. Así que, ya ves, somos prácticamente hermanos.

En el 2003, Bacon se interpretó a sí mismo en un episodio de Will and Grace, en el que se relaciona con Val Kilmer a través de Tom Cruise y bromea: "¡Oye, ese [grado de separación] fue cortito!"
En el 2009, Bacon narró el programa The Human Family Tree del canal de televisión National Geographic, el cual describe los esfuerzos del Proyecto Genográfico de esa organización para establecer la interconexión genética de todos los seres humanos. 
En noviembre de 2012, la compañía británica de telecomunicaciones EE lanzó en el Reino Unido una campaña publicitaria en televisión, la cual estaba basada en el concepto de los Seis Grados y en la que Bacon explicaba sus conexiones y llamaba la atención acerca de cómo la red 4G de EE permitía una conectividad similar.

### Cine
En Scream 2, escrita por Kevin Williamson, una miembro de una fraternidad universitaria, interpretada por Portia de Rossi, se refiere al juego Seis Grados de Kevin Bacon. El propio Bacon protagonizó más tarde The Following, también creada y escrita por Williamson y emitida en el canal de televisión Fox entre 2013 y 2015.
El propio Bacon hizo una parodia del concepto en una aparición como estrella invitada en la película independiente We Married Margo.
La programación anual 31 Days of Oscar del canal de televisión Turner Classic Movies incluye a veces una serie llamada 360 Degrees of Oscar en el que cada película proyectada comparte un actor con la anterior. Se ha usado tan recientemente como en el 2020.
En el 2011, James Franco hizo referencia al juego mientras presentaba la 83.ª edición de los Premios Óscar.

### Otros medios
En la canción Lame Claim to Fame de «Weird Al» Yankovic, uno de los versos dice:

I know a guy who knows a guy who knows a guy who knows a guy who knows a guy who knows Kevin Bacon.
Conozco a un tipo que conoce a un tipo que conoce a un tipo que conoce a un tipo que conoce a un tipo que conoce a Kevin Bacon.

El rapero estadounidense MC Zappa también hace referencia al juego en su canción del 2018 Level Up (The Ill Cypher).
Los nodos más conectados de internet se han denominado "Los Kevin Bacon de la Web" ya que permiten que la mayoría de los usuarios naveguen hacia la mayoría de los sitios en 19 clics o menos.
El titular del 30 de octubre de 2002 del periódico satírico The Onion era "Kevin Bacon tiene vínculos con Al Qaeda".
Bacon es el narrador (con voz en off) de la atracción NY Skyride en el Empire State Building de la ciudad de Nueva York.